# Lakszadiwy

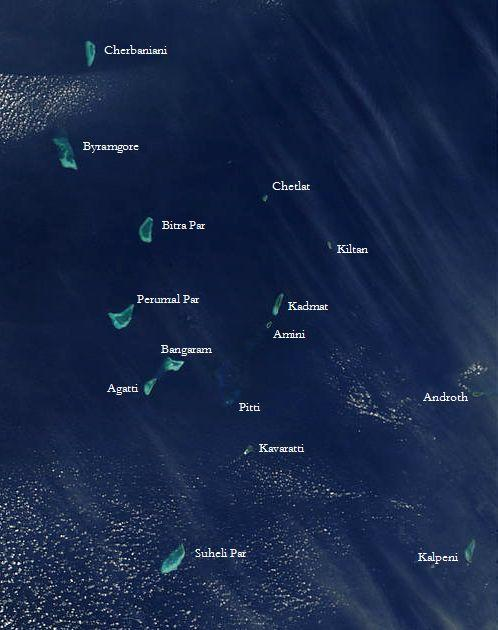
Zdjęcie satelitarne Lakszadiwów

Lakszadiwy (hindi लक्षद्वीप, trb.: Lakszadwip, trl.: Lakṣadvīp; malajalam ലക്ഷദ്വീപ്; ang. Lakshadweep) – archipelag i jedno z terytoriów związkowych Indii, położone na Morzu Lakkadiwskim u południowo-zachodnich wybrzeży Indii. Do niedawna było znane w Polsce pod nazwą Lakkadiwy, od niej przyjęła się obowiązująca obecnie nazwa morza. Stolicą terytorium, a zarazem jedynym miastem (miejscowością) jest Kavaratti. Powierzchnia terytorium wynosi zaledwie 32 km², a zamieszkane jest przez około 65 000 osób.
Nazwa terytorium w języku malajalam oznacza „sto tysięcy wysp”. W rzeczywistości składa się ono z 36 wysepek. W skład terytorium wchodzą wyspy Amindivi, Cannanore oraz wyspa Minicoy geograficznie należąca już do Malediwów (niektórzy geografowie twierdzą, że jest to oddzielny atol, nienależący do żadnego z tych dwóch archipelagów).
Niektóre wyspy należące do archipelagu:
- Agatti
- Androth
- Bitra
- Cardamum
- Chetland
- Kadamatt
- Kalpeni
- Kiltan